# À la découverte de l'Aïd al-Adha
Pour plus de détails, voir Fiche technique et Distribution.
À la découverte de l'Aïd al-Adha est un documentaire français réalisé par Farid Dms Debah, sorti en septembre 2014,.

## Synopsis
Le réalisateur français Farid Dms Debah nous fait découvrir la célébration de l'Aïd al-Adha, la plus grande fête religieuse musulmane, à travers ses rencontres et ses interrogations.

## Fiche technique
- Titre : À la découverte de l'Aïd al-Adha
- Réalisation : Farid Dms Debah
- Scénario : Jonathan Aomar, Tarek Bara, Farid Dms Debah
- Photographie : Farid Dms Debah, Christophe Hourquet, Julien Pariente, Richard Sambron
- Son : Christophe Hourquet
- Montage : Richard Sambron
- Musique : Pascal Cardeilhac
- Production : Jonathan Aomar, Tarek Bara, Farid Dms Debah
- Société de production : TNJ
- Pays :  France
- Genre : documentaire
- Durée : 52 minutes
- Format : 1,85:1 - couleur
- Langue : français
- Dates de sortie : septembre 2014

## Distribution
- Farid Dms Debah - présentateur
- Tariq Ramadan - intervenant
- Nadia Yassine - intervenante
- Joe Regenstein - intervenant
- Hany Mansour Al Mazeedi - intervenant
- Florence Bergeaud-Blackler - intervenante
- Mohamed Bouberka - intervenant
- Chakil Omarjee - intervenant
- Fethallah Otmani - intervenant